# Onthophagus acuminatus
Onthophagus acuminatus là một loài bọ cánh cứng trong họ Bọ hung (Scarabaeidae).